# Hautot-l'Auvray
Hautot-l'Auvray é uma comuna francesa na região administrativa da Normandia, no departamento de Sena Marítimo. Estende-se por uma área de 7,36 km². Em 2010 a comuna tinha 327 habitantes (densidade: 44,4 hab./km²).